# Torneig d'escacs Shamkir de 2014
El Torneig d'escacs Shamkir de 2014 fou un torneig d'escacs en la memòria a Vugar Gaixímov (1986-2014) que tingué lloc al Centre Haydar Aliev a Shamkir (Azerbaidjan) del 16 al 30 d'abril de 2014 i patrocinat per Synergy Group. Va consistir en dos torneigs, el primer dels quals foren convidats Magnus Carlsen, Hikaru Nakamura, Serguei Kariakin, Fabiano Caruana, Xakhriar Mamediàrov i Teimur Radjàbov per formar el grup A. La mitjana d'Elo del Grup A fou de 2780, esdevenint de categoria 22 i un dels torneigs més forts de tots els temps.
El torneig del Grup A es jugà pel sistema de tots contra tots a doble volta, mentre que el torneig del Grup B fou de tots contra tots a simple volta. L'import total de la bossa de premis per al Grup A fou de 100.000 euros, mentre que la bossa de premis pel Grup B fou de 30.000 euros.
En el Grup A, malgrat perdre dues partides consecutives ben d'hora, el Gran Mestre Magnus Carlsen guanyà el torneig a la darrera ronda després d'una victòria en blanques contra GM Fabiano Caruana. En el Grup B, Pàvel Eliànov guanyà dues partides i feu taules en una altra en les seves tres darreres partides per finalitzar en primer lloc.

## Classificacions

### Grup A
|   | Jugador             | Elo  | 1   | 2   | 3   | 4   | 5   | 6   | Punts | Victòries | TPR  |
| - | ------------------- | ---- | --- | --- | --- | --- | --- | --- | ----- | --------- | ---- |
| 1 | Magnus Carlsen      | 2881 | X   | 0 1 | 0 ½ | ½ ½ | 1 1 | 1 1 | 6.5   | 5         | 2868 |
| 2 | Fabiano Caruana     | 2783 | 1 0 | X   | ½ 1 | ½ ½ | ½ ½ | 0 1 | 5.5   | 3         | 2814 |
| 3 | Teimur Radjàbov     | 2713 | 1 ½ | ½ 0 | X   | ½ ½ | ½ ½ | ½ ½ | 5.0   | 1         | 2793 |
| 4 | Serguei Kariakin    | 2772 | ½ ½ | ½ ½ | ½ ½ | X   | ½ ½ | ½ ½ | 5.0   | 0         | 2781 |
| 5 | Hikaru Nakamura     | 2772 | 0 0 | ½ ½ | ½ ½ | ½ ½ | X   | 1 1 | 5.0   | 2         | 2781 |
| 6 | Xakhriar Mamediàrov | 2760 | 0 0 | 1 0 | ½ ½ | ½ ½ | 0 0 | X   | 3.0   | 1         | 2638 |

### Grup B
|    | Jugador            | Elo  | 1 | 2 | 3 | 4 | 5 | 6 | 7 | 8 | 9 | 10 | Punts | Victòries | TPR  |
| -- | ------------------ | ---- | - | - | - | - | - | - | - | - | - | -- | ----- | --------- | ---- |
| 1  | Pàvel Eliànov      | 2732 | X | ½ | 0 | 1 | 1 | ½ | ½ | ½ | 1 | 1  | 6.0   | 4         | 2775 |
| 2  | Aleksandr Motiliov | 2685 | ½ | X | 0 | 1 | 0 | ½ | 1 | ½ | 1 | 1  | 5.5   | 4         | 2738 |
| 3  | Wang Hao           | 2734 | 1 | 1 | X | ½ | ½ | ½ | 0 | ½ | ½ | ½  | 5.0   | 2         | 2694 |
| 4  | Étienne Bacrot     | 2722 | 0 | 0 | ½ | X | ½ | ½ | 1 | 1 | 1 | ½  | 5.0   | 2         | 2695 |
| 5  | Radosław Wojtaszek | 2716 | 0 | 1 | ½ | ½ | X | ½ | 0 | ½ | ½ | 1  | 4.5   | 2         | 2657 |
| 6  | Nijat Abasov       | 2516 | ½ | ½ | ½ | ½ | ½ | X | ½ | ½ | 0 | ½  | 4.0   | 0         | 2640 |
| 7  | Rauf Məmmədov      | 2660 | ½ | 0 | 1 | 0 | 1 | ½ | X | 0 | ½ | ½  | 4.0   | 2         | 2625 |
| 8  | Vasif Durarbayli   | 2584 | ½ | ½ | ½ | 0 | ½ | ½ | 1 | X | 0 | ½  | 4.0   | 1         | 2632 |
| 9  | Qadir Huseynov     | 2621 | 0 | 0 | ½ | 0 | ½ | 1 | ½ | 1 | X | ½  | 4.0   | 2         | 2628 |
| 10 | Eltaj Safarli      | 2656 | 0 | 0 | ½ | ½ | 0 | ½ | ½ | ½ | ½ | X  | 3.0   | 0         | 2543 |